# Emmy Freundlich

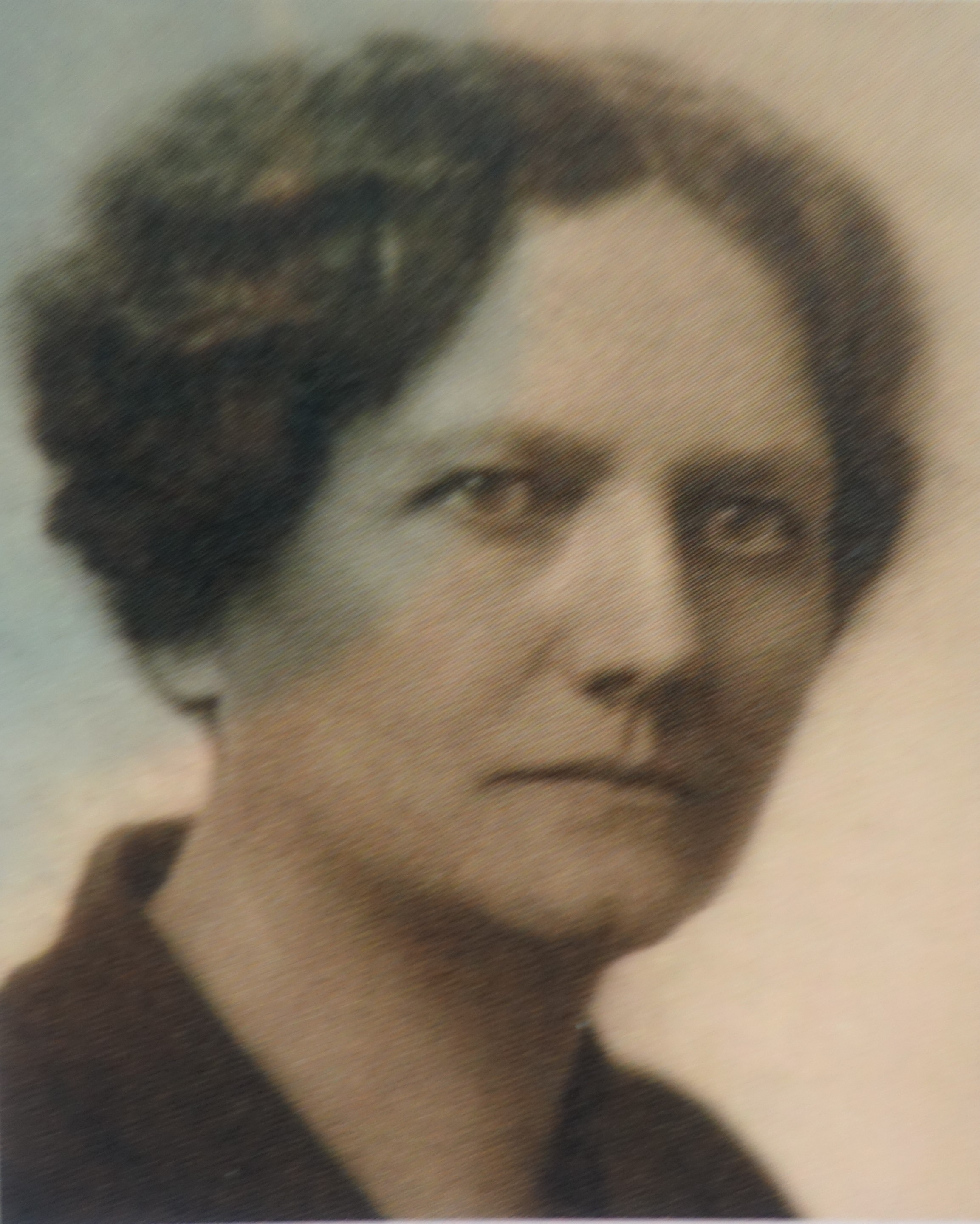
Emmy Freundlich

Emmy Freundlich, född 25 juni 1878 i Ústí nad Labem i Böhmen, död 16 mars 1948, var en österrikisk politiker.
Freundling invaldes som representant för socialdemokraterna i den konstituerade nationalförsamlingen 1919 och tillhörde nationalrådet från 1920. Hon intog en ledande ställning i kvinnointernationalen och var en av vice ordförandena vid 1927 års ekonomiska konferens i Genève. Bland hennes skrifter märks Die Macht der Hausfrau (1927) och Wege zur Gemeinwirthschaft (1928).